# Evie Richards
Evie Alice Richards (11 maart 1997) is een Brits wielrenster, vooral gespecialiseerd in het veldrijden en mountainbiken.
In september 2015 behaalde ze zilver op het WK mountainbiken.
Begin 2016 won Richards de eerste editie van het wereldkampioenschap veldrijden voor dames beloften, voor de Tsjechische Nikola Nosková en Maud Kaptheijns uit Nederland. Een jaar later werd ze derde in het Luxemburgse Bieles, achter de Nederlandse Annemarie Worst en de Amerikaanse Ellen Noble.
In december 2017 won ze haar eerste wereldbeker bij de elite in Namen. Later dat seizoen, op 3 februari 2018, heroverde ze haar wereldtitel bij de beloften tijdens de Wereldkampioenschappen veldrijden 2018 op de Cauberg in Valkenburg aan de Geul.
Op 27 juli 2021 nam ze namens Groot-Brittannië deel aan de Olympische Spelen in Tokio; op de mountainbike werd ze zevende.

## Palmares

### Mountainbiken
Overwinningen
| Seizoen | Wereldbeker cross-country | Wereldbeker short-track     | OS  | WK  | EK  | BK     | Overige                                      | Totaal aantal zeges |
| ------- | ------------------------- | --------------------------- | --- | --- | --- | ------ | -------------------------------------------- | ------------------- |
| 2016    |                           |                             | NVT | NVT | NVT | NVT    | Plymouth, Pickering, Builth Wells, Kirchberg | 4                   |
| 2017    |                           |                             | NVT | NVT | NVT | NVT    | Llanelli, Haiming, Vall de Boi               | 3                   |
| 2018    |                           |                             | NVT | NVT | NVT | NVT    | Builth Wells                                 | 1                   |
| 2019    |                           |                             | NVT | NVT | NVT | NVT    | La Thuile                                    | 1                   |
| 2020    |                           | Nove Mesto I, Nove Mesto II | NVT | 13e | 4e  | NVT    | Banyoles, Walbrzych                          | 4                   |
| 2021    | Lenzerheide, Snowshoe     | Snowshoe                    | 7e  | ↑   | DNS | DNS    | Banyoles, Gränichen, La Thuile               | 7                   |
| 2022    |                           |                             | NVT | 11e | DNS | Zilver | Banyoles, Staffordshire                      | 2                   |
|         |                           |                             |     |     |     |        |                                              |                     |
| Totaal  | 2                         | 3                           | 0   | 1   | 0   | 0      | 16                                           | 22                  |

Resultatentabel
| 2016   | NVT | 43e  | NVT | NVT | NVT | NVT    |  |  |
| 2017   | NVT |      | NVT | NVT | NVT | NVT    |  |  |
| 2018   | NVT | 53e  | NVT | NVT | NVT | NVT    |  |  |
| 2019   | NVT | 60e  | NVT | NVT | NVT | NVT    |  |  |
| 2020   | NVT | 10e  | NVT | 13e | 4e  | NVT    |  |  |
| 2021   | ↑   | Goud | 7e  | ↑   | DNS | DNS    |  |  |
| 2022   |     |      | NVT | 11e | DNS | Zilver |  |  |
|        |     |      |     |     |     |        |  |  |
| Totaal | 0   | 1    | 0   | 1   | 0   | 0      |  |  |

### Veldrijden
Overwinningen
| 2014-2015                    |       | NVT | NVT | 7e  |             | 0 |
| 2015-2016                    |       | NVT | NVT | NVT | Bradford    | 1 |
| 2016-2017                    |       | NVT | NVT | NVT | Abergavenny | 1 |
| 2017-2018                    | Namen | NVT | NVT | NVT |             | 1 |
| 2018-2019                    |       | NVT | NVT | NVT | Waterloo    | 1 |
| 2019-2020                    |       | 6e  | DNS | DNS |             | 0 |
| 2020-2021                    |       | 7e  | DNS | DNS |             | 0 |
| geen deelnames in 2021-2022. |       |     |     |     |             |   |
|                              |       |     |     |     |             |   |
| Totaal                       | 1     | 0   | 0   | 0   | 3           | 4 |

### Jeugd
Brits kampioene, mountainbike Cross-country: 2016, 2017, 2018 & 2019 (beloften)
 Wereldkampioene, veldrijden: 2016 & 2018 (beloften)
 Brits kampioene, veldrijden: 2016, 2017 & 2018 (beloften)
Batty · Cordon-Ragot · Deignan · Hanson · Lepistö · Longo Borghini · Neff · Noble · Paternoster · Plichta · Richards · Swartz · van Dijk · Van Twisk · Wiles · Winder · Worrack
Bäckstedt · Batty · Brand · Cordon-Ragot · Deignan · Hanson · Henttala · Longo Borghini · Paternoster · Plichta · Richards · Swartz · van Dijk · Van Twisk · Wiles · Winder · Worrack